# 김진원 (PD)
김진원(1974년 ~ )은 대한민국의 드라마PD이다.

## 학력
- 중앙대학교 연극과 학사
- 연세대학교 대학원 신문방송학과 석사

## 경력
- 2003년 ~ 2016년 KBS 프로듀서
- 2016년 ~ 2021년 JTBC 프로듀서
- 2021년 ~ 현재 STUDIO FLOW 프로듀서

## 드라마
- 2003년 ~ 2004년 KBS1 백만송이 장미
- 2006년 KBS1 서울 1945
- 2007년 KBS2 행복한 여자
- 2008년 KBS2 강적들
- 2010년 KBS2 드라마스페셜 - 마지막 후뢰쉬맨
- 2010년 KBS2 드라마스페셜 - 달팽이 고시원
- 2011년 KBS2 영도다리를 건너다
- 2011년 KBS2 로맨스 타운
- 2011년 KBS2 드라마스페셜 - 수호천사 김영구
- 2012년 KBS2 드라마스페셜 - 연작시리즈<보통의 연애>
- 2012년 KBS2 세상 어디에도 없는 착한남자
- 2013년 KBS2 연애를 기대해
- 2014년 KBS2 참 좋은 시절
- 2015년 KBS2 너를 기억해
- 2017년 JTBC 더 패키지
- 2017년 ~ 2018년 JTBC 그냥 사랑하는 사이
- 2019년 JTBC 나의 나라
- 2022년 넷플릭스 너의 시간 속으로